# Justice League: The Flashpoint Paradox
Justice League: The Flashpoint Paradox è un film d'animazione del 2013 diretto da Jay Oliva. 
Fa parte del DC Universe Animated Original Movies ed è l'adattamento, con alcune modifiche, della serie Flashpoint e soprattutto è il primo capitolo del DC Animated Movie Universe (DCAMU) e del cosiddetto primo arco narrativo, pubblicato nel 2011 dalla DC Comics.

## Trama
Mentre fa visita alla tomba di sua madre, Barry Allen, alter ego del supereroe Flash, riceve notizia che qualcuno sta attaccando il museo a lui dedicato nella sua città, Central City. Giunto sul posto scopre che il manipolo di criminali è guidato dal suo sadico arcinemico, il Professor Zoom, che ha intenzione di distruggere buona parte della città grazie a delle bombe e infangare così il nome del velocista scarlatto. Grazie tuttavia all'intervento della Justice League, tutto va per il meglio.
Barry si sveglia quindi al lavoro e scopre che molte cose sono diverse da come si ricordava: sua madre è ancora viva, sua moglie Iris è sposata con un altro uomo, ha perso i suoi poteri, la Justice League non esiste e il mondo è sull'orlo del baratro per via della guerra che lo affligge: le Amazzoni guidate da Wonder Woman sono in guerra contro Atlantide e il suo re Aquaman. L'umanità è stata coinvolta nel conflitto nel momento in cui, per ottenere un vantaggio sull'avversario, Wonder Woman ha conquistato il Regno Unito. Per fermare l'avanzata delle amazzoni sul continente, Aquaman ha sommerso grazie a una misteriosa superarma gran parte dell'Europa Continentale, causando milioni di vittime, ed entrambe le forze minacciano di espandersi sul resto del mondo; Cyborg, con l'appoggio del governo degli Stati Uniti, sta organizzando un fronte di resistenza. L'unico supereroe che non si unisce al fronte è Batman, che in questo mondo si presenta come più vecchio, brutale e violento, dotato di armi fuoco e ben disposto a uccidere i criminali. 
Barry si dirige quindi alla Batcaverna in cerca di Batman. Qui scopre che il cavaliere oscuro di questo mondo non è Bruce Wayne ma suo padre Thomas, sopravvissuto al posto del figlio alla rapina che ha creato Batman. I due, dopo aver scoperto che nell'anello di Barry si trova l'uniforme di Zoom, intuiscono che questi, grazie ai suoi poteri, è tornato nel passato e ha modificato il continuum temporale per distruggere per sempre Flash. Barry riesce a convincere Thomas di essere un supereroe proveniente da un'altra linea temporale in cui Bruce è ancora vivo. I due perciò si alleano per resettare il danno causato da Zoom. Nel frattempo Wonder Woman e le sue Amazzoni scoprono che Lois Lane si è infiltrata nel loro nuovo regno per fornire informazioni a Cyborg e decidono di catturarla.
Lex Luthor e Deathstroke, intanto, guidano una spedizione di metaumani per localizzare l'arma di distruzione di massa di Aquaman ma, raggiunta questa, vengono catturati e uccisi dal re di Atlantide. Barry tenta, con esiti disastrosi, di ricreare l'incidente che lo trasformò in Flash. Dopo un periodo di convalescenza, Barry riesce a vedere nella mente alcuni ricordi che spiegano il nuovo corso che la storia ha preso (l'omicidio della moglie di Aquaman per mano di Wonder Woman dopo una notte d'amore tra i due membri della JLA, la conseguente guerra e la morte di Bruce, che ha trasformato sua madre nel Joker) e decide di tentare di nuovo l'esperimento, che stavolta riesce. Intanto si scopre che l'arma di Aquaman altri non è che Capitan Atom, catturato tempo addietro.
Lois viene salvata dalle Amazzoni da parte della resistenza e da un essere capace di muoversi a velocità sovrumana mentre Hal Jordan, pilota dell'aviazione statunitense, viene scelto per guidare l'astronave di un alieno, armata di bomba atomica, contro gli invasori. Nel frattempo Barry si rende conto di non essere abbastanza veloce per superare la barriera temporale: intuisce quindi che Zoom sta interferendo con la forza della velocità e, assieme a Batman e Cyborg, si reca alla ricerca di Superman. Riescono a trovarlo e, nonostante sia ben lontano dall'aspetto consueto dell'uomo d'acciaio, grazie a lui riescono a sbaragliare le truppe governative che li attaccano.
L'attacco suicida di Hal Jordan fallisce ma Flash riesce a convincere Cyborg e Batman a dirigersi a Londra per fermare l'atto finale della guerra tra le forze di Aquaman e Wonder Woman, scoprendo inoltre che Zoom ha aiutato Lois e la resistenza per spingerli nella capitale inglese. I tre riescono a dividere i due leader ma Batman viene gravemente ferito nello scontro: Zoom, a questo punto, si palesa e rivela a Barry che infrangendo la barriera temporale e salvando sua madre ha provocato lui gli sconvolgimenti che stanno devastando il pianeta.
Aquaman viene infine ucciso da Wonder Woman, non prima tuttavia di aver attivato la sua arma; Batman, a questo punto, uccide Zoom con un colpo di pistola in testa alle spalle, così che Barry, come solo utilizzatore della forza della velocità, possa infrangere la barriera temporale e risistemare tutto. Prima di andarsene, Thomas dice a Barry di consegnare una lettera a Bruce per poi morire sfinito. Barry riesce a fermare il sé stesso dell'altra dimensione prima che salvi sua madre e tutto ritorna alla normalità. Flash consegna quindi a Bruce la lettera di suo padre, davanti alla quale il cavaliere oscuro non sa resistere alle lacrime.
In una scena dopo i titoli di coda, nello spazio appena fuori dalla Terra si apre un portale dimensionale dal quale fuoriescono orde di Parademoni.

## Produzione
Buona parte degli attori aveva già lavorato su altre opere tratte da fumetti DC, come Kevin Conroy (Bruce Wayne / Batman); Nathan Fillion (Hal Jordan / Lanterna Verde) e Dana Delany (Lois Lane) (presente nel cast di Batman - La maschera del Fantasma nel ruolo di Andrea Beaumont); curiosamente, Sam Daly, interprete di un giovane e atrofizzato Superman (poiché tenuto lontano dal sole e quindi non sviluppato al pieno del suo potere) è figlio di Tim Daly, già voce di Superman nella serie animata degli anni 1990 e in altri film del DC Animated Universe; in più, Tim Daly è stato membro fisso del cast di Private Practice, medical drama spin-off di Grey's Anatomy, in cui hanno recitato Justin Chambers (Barry Allen / Flash) e Kevin McKidd (Thomas Wayne).

## Colonna sonora
La colonna sonora di Justice League: The Flashpoint Paradox è stata pubblicata il 10 settembre 2013. La musica è stata composta da Frederik Wiedmann.
1. The Incident – 2:18
2. Rogue – 2:03
3. Justice League – 3:47
4. Mother – 1:08
5. Sin City – 2:32
6. The Beginning of the End – 1:06
7. Inside the Batcave – 1:44
8. Chased by Amazons – 2:17
9. Atlantian War – 3:53
10. Recreation – 1:22
11. Redux – 3:11
12. Flash Reborn – 1:05
13. A Darker Past – 1:26
14. Hal Jordan – 1:48
15. Superman – 1:31
16. Faster Than Bullets – 1:56
17. The Mission of a Soldier – 1:35
18. Aquaman’s Army – 1:05
19. Worlds Collide – 1:29
20. Aquaman vs. Wonder Woman – 1:36
21. Thawne’s Play – 4:01
22. I Changed Something – 2:09
23. The Fallen – 2:37
24. The Blood of Hope – 1:51
25. Last Man Standing – 3:14
26. Hell of a Messenger – 4:01
27. This Is Classified – 1:44
28. Lost Family – 0:36

Durata totale: 59:05

## Accoglienza

### Critica
Justice League: The Flashpoint Paradox ha ricevuto recensioni molto positive. Il sito web Rotten Tomatoes ha un indice di gradimento del 100% basato su 5 recensioni.
Critici e pubblico hanno dichiarato che il film resta fedele alla versione cartacea. Viene generalmente elogiato per la sua linea narrativa matura e per il modo in cui Flash ottiene giustizia, ma criticato per la sua eccessiva violenza e uso di sangue che eccede dal fumetto cui è adattato. Alcuni hanno messo in discussione il rating PG-13 a causa della natura grafica della morte del Professor Zoom e delle macabre morti di altri personaggi, compresi i bambini.
IGN ha dato a Justice League: The Flashpoint Paradox 8.5/10 dicendo che è riuscito a superare il fumetto da cui è tratto. Ha definito lo stile "elegante e duro", ha elogiato il doppiaggio di C. Thomas Howell definendola "spaventosa" e ha dichiarato che è il "film d'animazione DC più hardcore fino a oggi", anche se ha criticato l'eccessiva violenza e i numerosi cammei che "sminuiscono la storia principale".

## Differenze dal fumetto
- Nel fumetto è assente la scena iniziale in cui la Justice League combatte i "cattivi" inviati dal Professor Zoom al Museo di Flash.
- Nel fumetto Lex Luthor e Deathstroke non sono alleati.
- Nel fumetto è assente la scena in cui il Professor Zoom salva Lois delle Amazzoni.
- Nel film parte della squadra assemblata da Cyborg, tra cui alcuni personaggi chiave nella storia presenti nel fumetto, non prende parte alla battaglia finale.
- Nel fumetto è un dispositivo Atlantideo che genera la devastante esplosione finale (che ha in precedenza inabissato gran parte dell'Europa); nel film è sempre un dispositivo creato dagli Atlantidei a causare l'esplosione, che è tuttavia alimentato dall'energia del supereroe Capitan Atom.
- Nel fumetto il Professor Zoom muore trafitto da Thomas Wayne con una spada. Nel film è sempre Thomas Wayne a uccidere Zoom, ma, a differenza del fumetto, lo uccide sparandogli in testa.